# هرتز (دهانه)
هرتز یک دهانه برخوردی در ماه‌ است.